# 10BASE2

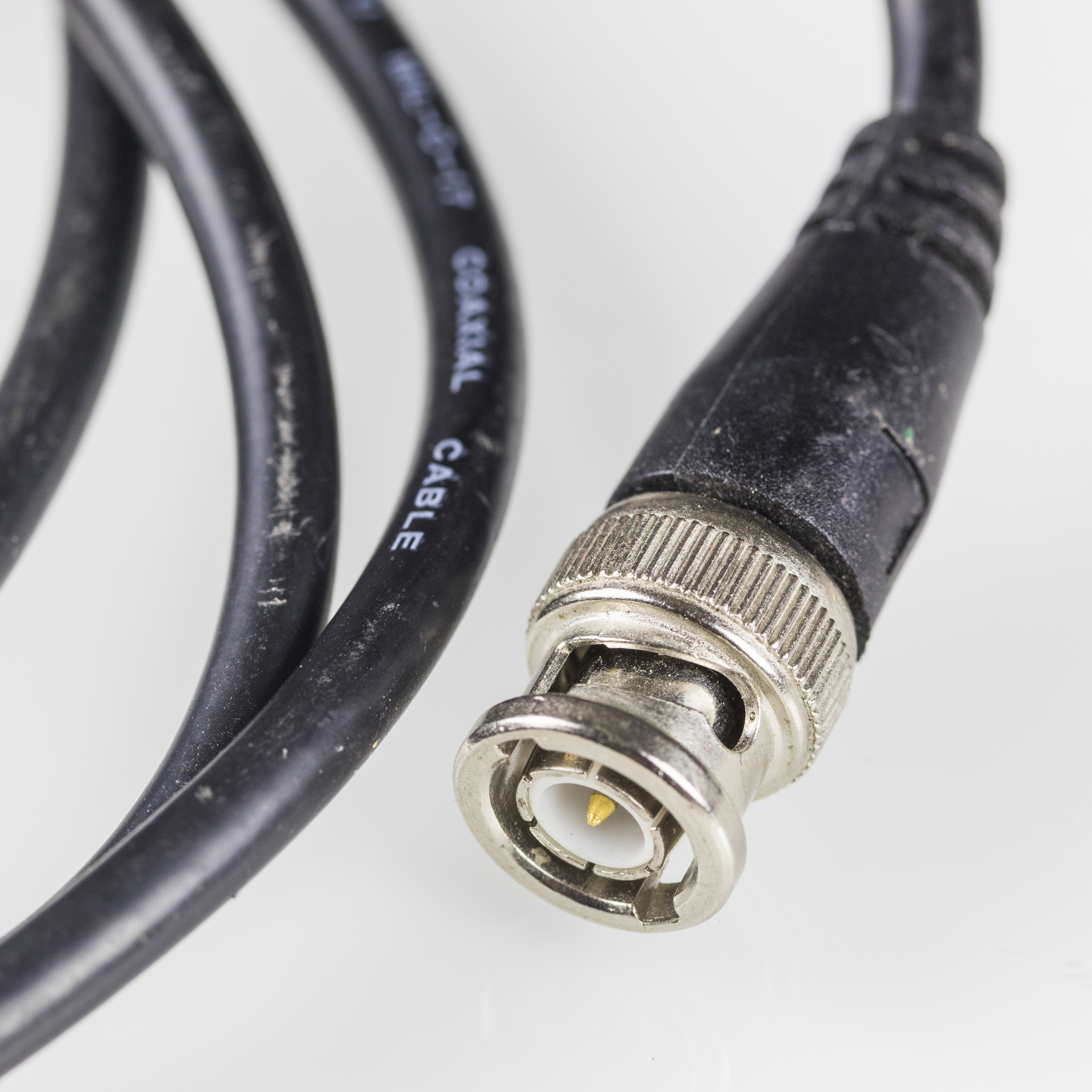
Een 10BASE2-kabel met BNC-connector

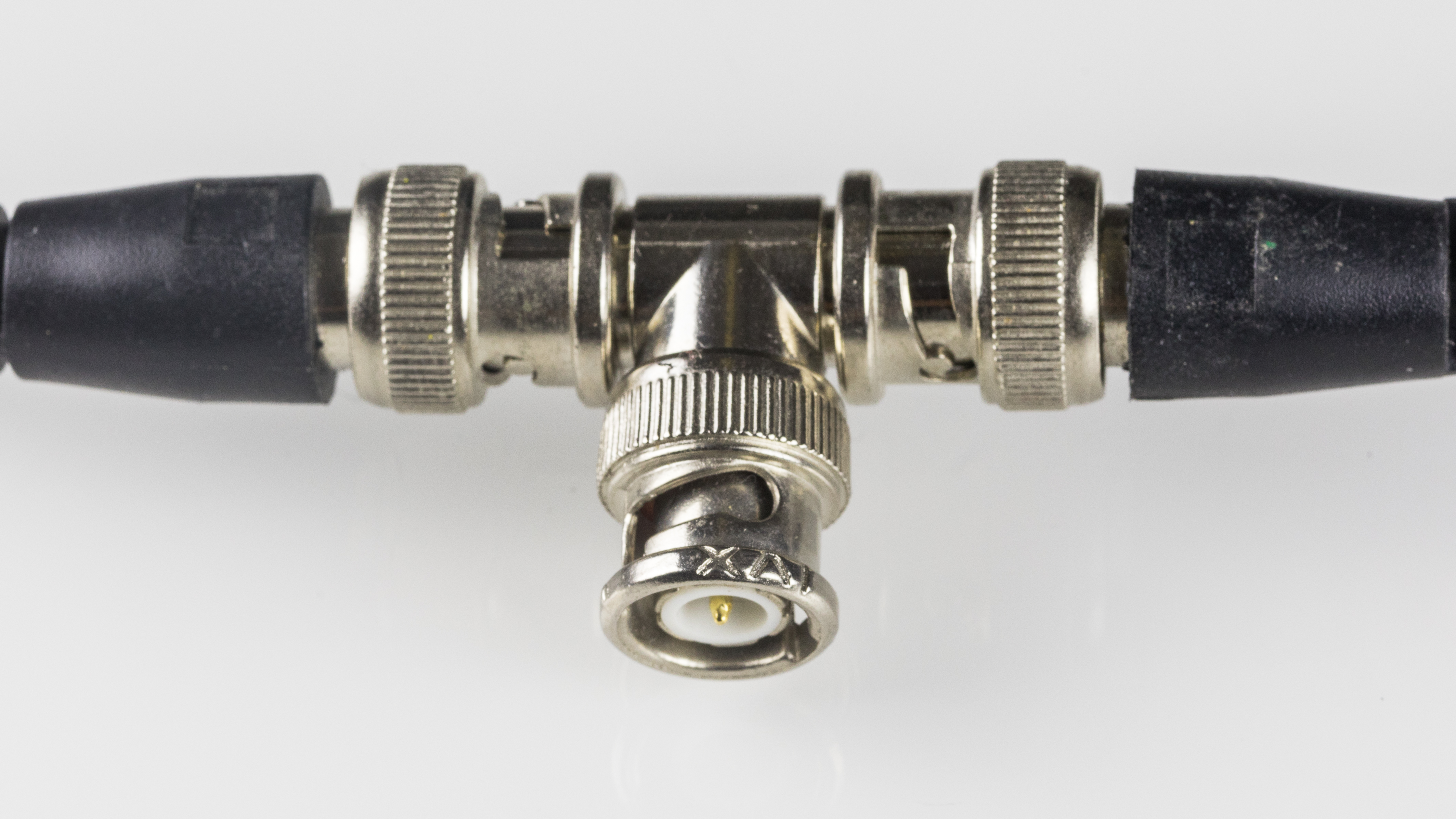
Een BNC T-connector met 10BASE2-kabels aan de twee uiteinden van de T

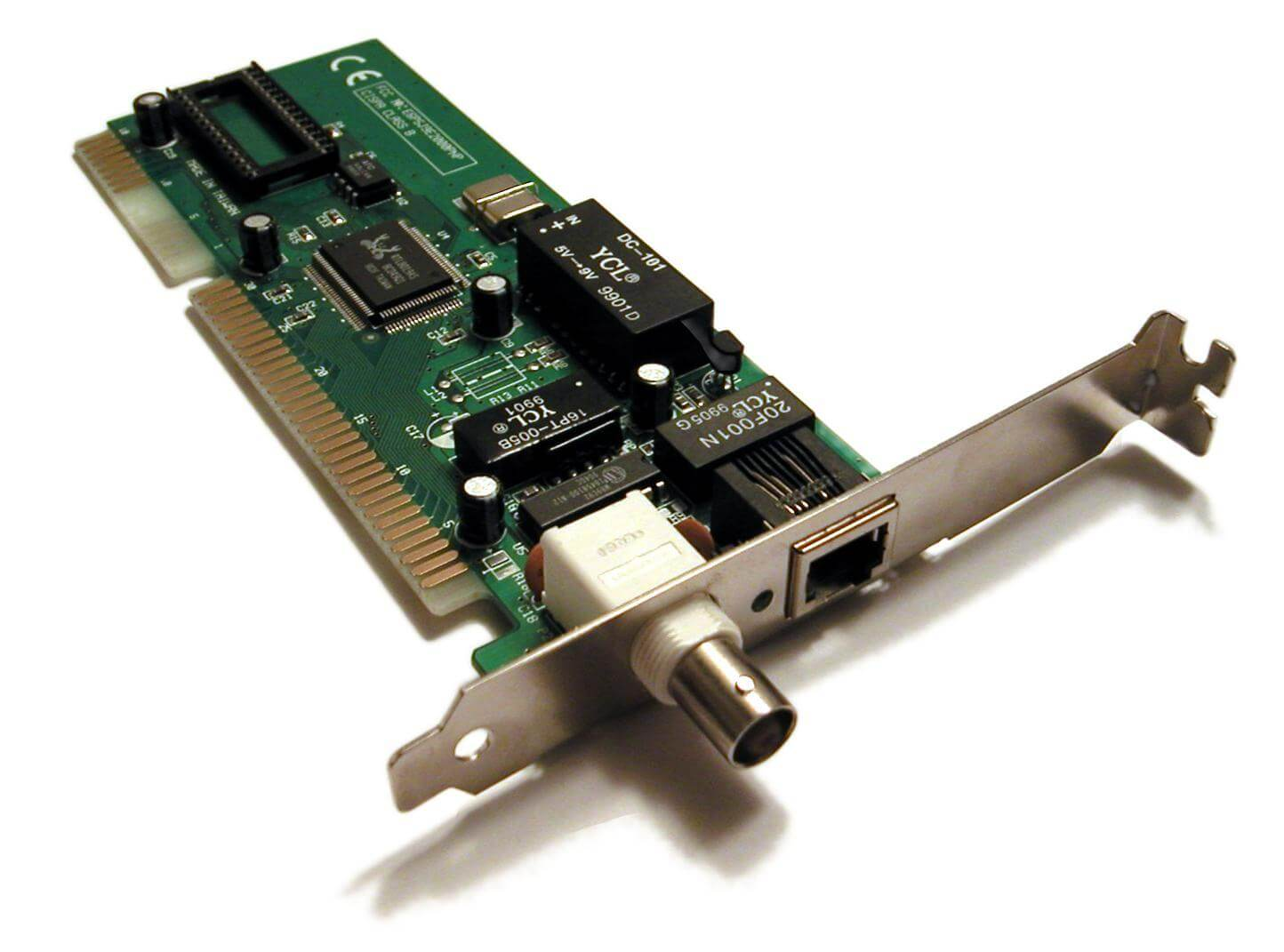
Netwerkkaart met BNC-connector

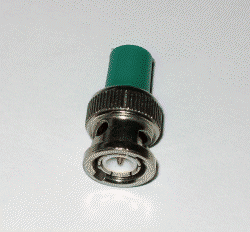
10BASE2 terminator

10BASE2 (ook bekend als dun ethernet of thinnet) is een variant van ethernet die in de tweede helft van de jaren tachtig de dominante ethernet-standaard was. De naam 10BASE2 is afgeleid van de transmissiesnelheid van 10 megabit per seconde. BASE staat voor basisband, één signaalstroom over één geleider. De 2 staat voor de maximale segmentlengte van bijna 200 meter.
10BASE2 maakt gebruik van een dunne coaxiale kabel met BNC-connectoren om een lokaal netwerk te bouwen. De kabel is 6 mm dik met een lengte van maximaal 185 m. Een netwerkstation wordt verbonden met het netwerk door middel van een BNC T-connector, die rechtstreeks aangesloten is op de transceiver (meestal ingebouwd in de netwerkkaart) van het netwerkstation. De twee uiteinden van de T-connector zijn aangesloten op een coaxkabel. Op een 10BASE2-segment kunnen maximaal 30 stations aangesloten worden, met een minimale afstand van 50 cm tussen twee stations. Beide uiteinden van het 10BASE2-segment moeten afgesloten zijn met een "terminator", een afsluitweerstand van 50 ohm. 
De dunne coaxkabel van 10BASE2 was niet alleen flexibeler en handiger om te installeren dan de stijve coaxkabel van voorganger 10BASE5, het gebruik van T-connectoren in plaats van externe transceivers en het feit dat de benodige hardware om een 10BASE2-netwerk te bouwen aanzienlijk goedkoper was, maakte van 10BASE2 een populair alternatief voor 10BASE5. Door de lagere kostprijs werd 10BASE2 vaak cheapernet genoemd.
Een groot nadeel van 10BASE2 is dat de kabels altijd correct aangesloten moeten zijn op alle T-connectoren. Slechte contacten of kortsluiting zijn bijzonder moeilijk op te sporen en een storing op een willekeurig punt van de netwerkbekabeling heeft de neiging om alle communicatie te verhinderen. Om deze reden kunnen 10BASE2-netwerken moeilijk te onderhouden zijn en werden ze vaak vervangen door 10BASE-T-netwerken, die het bovendien mogelijk maakten om naar hogere snelheden zoals 100BASE-TX over te schakelen. De maximale snelheid van 10BASE2 is altijd 10 Mbit/s gebleven.
In 2011 heeft de IEEE 802.3-werkgroep 10BASE2 geklasseerd als verouderd, de technologie wordt niet meer toegepast voor nieuwe installaties.